# Копнена војска ЈНА
Копнена војска (скраћено КоВ) је по бројности била највећи вид Југословенске народне армије. Имала је око 200.000 активних војника (укључујући 90.000 регрута), а могла је у ратним околностима да мобилише преко милион резервиста. Резервне снаге су биле организоване по републичким линијама у снаге Територијалне одбране и у ратним приликама биле би потчињене Врховној команди ЈНА као интегрални део одбрамбеног система. Територијалну одбрану чинили су бивши регрути који су повремено позивани на војне вежбе.

## Историја
Копнена војска ЈНА своје корене вуче из југословенских партизанских јединица за време Другог светског рата. Као датум оснивања се сматрао 22. децембар 1941. године, када је формирана прва бригада Народно-ослободилачке војске Југославије (НОВЈ), у Руду у Босни и Херцеговини. После ослобођења земље од окупације Сила осовине, тог датума се званично обележавао дан Војске у СФР Југославији. У марту 1945, НОВЈ је преименована у Југословенску Армију (ЈА), да би, после 10 година, 22. децембра 1951 добила коначни назив додавањем придева „народна”.
У септембру 1968. године формирана је Територијална одбрана (ТО), као снага за подршку ЈНА, а 21. фебруара 1974. г. ТО је пренета у надлежност република и покрајина, чиме су ЈНА и ТО постали два равноправна дела југословенских оружаних снага.

## Организација
Од 1968. до 1988. године, Копнена војска је била организована у шест армија и један самостални корпус са седиштем у Црној Гори:
- 1. армија (Београд)
- 2. армија (Ниш)
- 3. армија (Скопље)
- 5. армија (Загреб)
- 7. армија (Сарајево)
- 9. армија (Љубљана)
- 2. корпус (Титоград)

### План „Јединство”
На основу плана „Јединство”, 25. децембра 1988. године Копнена војска је реорганизована у три војне области:
- 1. војна област (Београд)
  - настала обједињавањем 1. и 7. армије, надлежна за територију Србије без југоистока и Косова, БиХ без Бихаћа и Славоније.
    - Команда одбране града Београда
    - 4. корпус (Сарајево)
    - 5. корпус (Бања Лука)
    - 12. корпус (Нови Сад)
    - 17. корпус (Тузла)
    - 24. корпус (Крагујевац)
    - 37. корпус (Титово Ужице)
    - 1. пролетерска гардијска механизована дивизија (Београд)
    - 4. моторизована дивизија
    - 22. пешадијска дивизија
    - 1. гардијска механизована дивизија (Београд)
    - 1. гардијска механизована бригада (Београд)
    - 2. гардијска механизована бригада (Београд)
    - 3. гардијска механизована бригада (Београд)
    - 1. гардијска моторизована бригада (Београд)
    - 1. гардијски мешовити артиљеријски пук (Крагујевац)
    - 1. гардијски лаки артиљеријски пук ПВО (Београд)
    - 1. гардијски батаљон војне полиције (Београд)
    - 63. ваздушно-десантна бригада (Ниш) (формално у саставу РВ)
    - 95. заштитни моторизовани пук (Београд)
- 3. војна област (Скопље)
  - настала обједињавањем 2. и 3. армије, надлежна за територију Македоније, југоистока Србије, Косова и Црне Горе
    - 2. корпус (Титоград)
    - 21. корпус (Ниш)
    - 41. корпус (Битола)
    - 42. корпус (Куманово)
    - 52. корпус (Приштина)
    - 37. моторизована дивизија
- 5. војна област (Загреб)
  - настала обједињавањем 5. и 9. армије, надлежна за територију Словеније, Хрватске без Славоније и приморја и подручја око Бихаћа
    - Команда одбране града Загреба
    - 13. корпус (Ријека)
    - 14. корпус (Љубљана)
    - 31. корпус (Марибор)
    - 32. корпус (Вараждин)
    - 6. пролетерска пешадијска дивизија

## Наоружање и војна опрема
| Тенкови              | Тенкови       | Тенкови              | Тенкови              | Тенкови      |
| Возило               | Земља порекла | Године експлоатације | Тип                  | Бројно стање |
| -------------------- | ------------- | -------------------- | -------------------- | ------------ |
| М3 Стјуарт           | САД           | 1944. - 1956.        | лаки тенк            | 25+          |
| ПТ-76                | СССР          | 1968. - 1992.        | лаки тенк            | 63           |
| Т-34/85              | СССР          | 1945. - 1992.        | средњи тенк          | ~1018        |
| Т-34/76              | СССР          | 1945. - 1950.(?)     | средњи тенк          | ~5           |
| М4 Шерман            | САД           | 1951. - 1973.        | средњи тенк          | 630          |
| М47 Патон            | САД           | 1951. - 1988.        | средњи тенк          | 319          |
| Т-54                 | СССР          | 1961. - 1992.        | основни борбени тенк | 140          |
| Т-55                 | СССР          | 1964. - 1992.        | основни борбени тенк | ~1600        |
| Т-72                 | СССР          | 1979. - 1992.        | основни борбени тенк | 75           |
| М-84                 | СФРЈ          | 1983. - 1992.        | основни борбени тенк | ~430         |
| Самоходна возила     |               |                      |                      |              |
| Возило               | Земља порекла | Године експлоатације | Тип                  | Бројно стање |
| M7 Прист             | САД           | 1945. - 1992.        | самоходна артиљерија | 70+          |
| M8 Скот              | САД           | 1945. - ?            | самоходна артиљерија | 7            |
| ИСУ-152              | СССР          | 1945. - ?            | самоходна артиљерија | 1            |
| 2С1 Гвоздика         | СССР          | 1984. - 1992.        | самоходна артиљерија | ~100         |
| СУ-76                | СССР          | 1945. - 1956.        | ловац тенкова        | 87           |
| M18 Хелкет           | САД           | 1953. - 1992.        | ловац тенкова        | 250          |
| M36 Џексон           | САД           | 1953. - 1992.        | ловац тенкова        | 399          |
| СУ-100               | СССР          | 1961. - 1992.        | ловац тенкова        | 40           |
| Самоходна ПВО возила |               |                      |                      |              |
| Возило               | Земља порекла | Године експлоатације | Тип                  | Бројно стање |
| M15 МГМК             | САД           | 1951. - ?            | самоходна артиљерија | 15           |
| М53/59 Прага         | Чехословачка  | 1969. - 1992.        | самоходна артиљерија | 789          |
| ЗСУ-57-2             | СССР          | 1961. - 1992.        | самоходна артиљерија | 125          |
| БОВ-3                | СФРЈ          | 1983 - 1992.         | самоходна артиљерија | 150+         |